# Понтиус, Паулюс
Паулюс Понтиус, известный также как Пауль Понциус, Паулюс Дю Понт, Павелс дю Понт, Поль Дюпон, Пауел де Пон (нидерл. Paulus Pontius; 27 мая 1603, Антверпен — 16 января 1658, Антверпен) — южнонидерландский (фламандский) гравёр и живописец. Один из ведущих гравёров мастерской П. П. Рубенса в Антверпене. После смерти Рубенса в 1640 году работал с другими живописцами Антверпена, такими как А. Ван Дейк и Я. Йорданс.

## Биография
Паулюс Понтиус родился в Антверпене, где 3 декабря 1616 года поступил в ученики к живописцу, мастеру натюрморта Осиасу Беерту. Позднее работал под руководством известного гравёра Лукаса Ворстермана, у которого выучился искусству гравирования.
После ссоры Ворстермана с Рубенсом в 1624 году Понтиус занял место Ворстермана в мастерской Рубенса и в течение нескольких лет был его основным гравёром, воспроизводя в офортах рисунки и картины мастера. Наряду с Лукасом Ворстерманом, Боэцием Адамсом Болсвертом и Схелте Болсвертом, Паулюс Понтиус стал одним из ведущих гравёров первого поколения, которые воспроизводили в офортах произведения Рубенса. Он даже жил в доме Рубенса с 1624 по 1631 год.
В 1626—1627 годах П. Понтиус был принят в антверпенскую Гильдию Святого Луки. Год спустя начал работать у Франса Ван Винегарда (1614—1679), как его ученик. С 1626 года Понтиус участвовал в создании грандиозного проекта: «Иконографии» А. Ван Дейка.
Понтиус был трижды женат: на Кристине Херселин, Кэтлин ван Эк и Элене Шрайверс. Всего у него было семеро детей. Его сын Франсуа стал гравёром и торговцем произведениями искусства.
После смерти Рубенса в 1640 году Понтиус создал множество репродукционных гравюр по рисункам и живописным оригиналам Рубенса, Антониса ван Дейка, Якоба Йорданса, Питера ван Авонта, Абрахама ван Дипенбека, Ансельма ван Халле, Жерара Сегерса, Гаспара де Крайера, Гонсалеса Кокеса, Франса Люикса, Тициана и Веласкеса.
Всего после работы у Рубенса Понтиус создал сорок два портрета. Помимо «Иконографии» Ван Дейка они были изданы в сборниках Иоганнеса Мейсенса «Images de divers hommes», «Het Gulden Cabinet» Корнелиса де Би (Антверпен, 1661) и «Icones legatorum» Ансельма ван Халле (Антверпен, 1648).

## Галерея

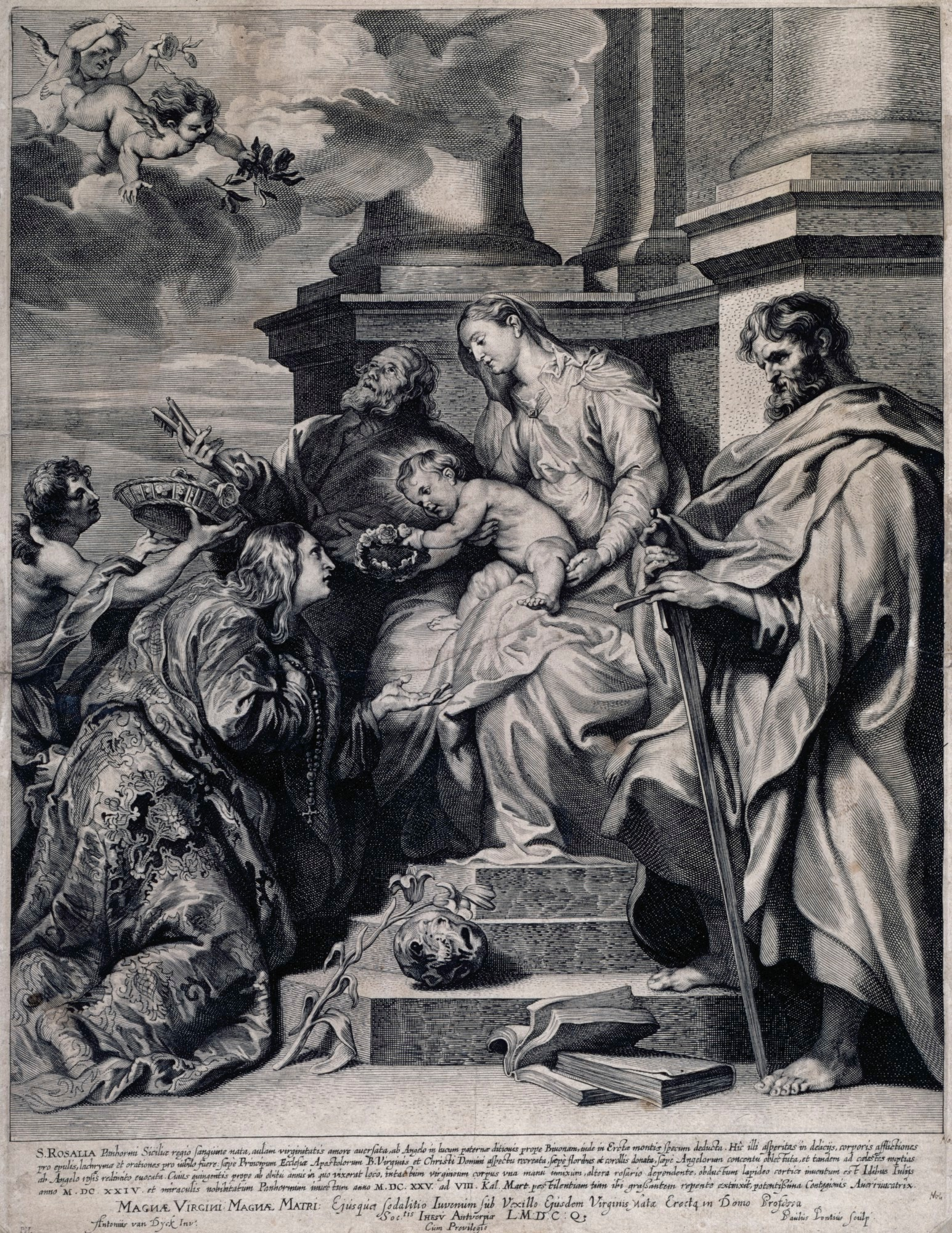
Коронование Святой Розалии. По картине А. Ван Дейка. 1629. Офорт, резец
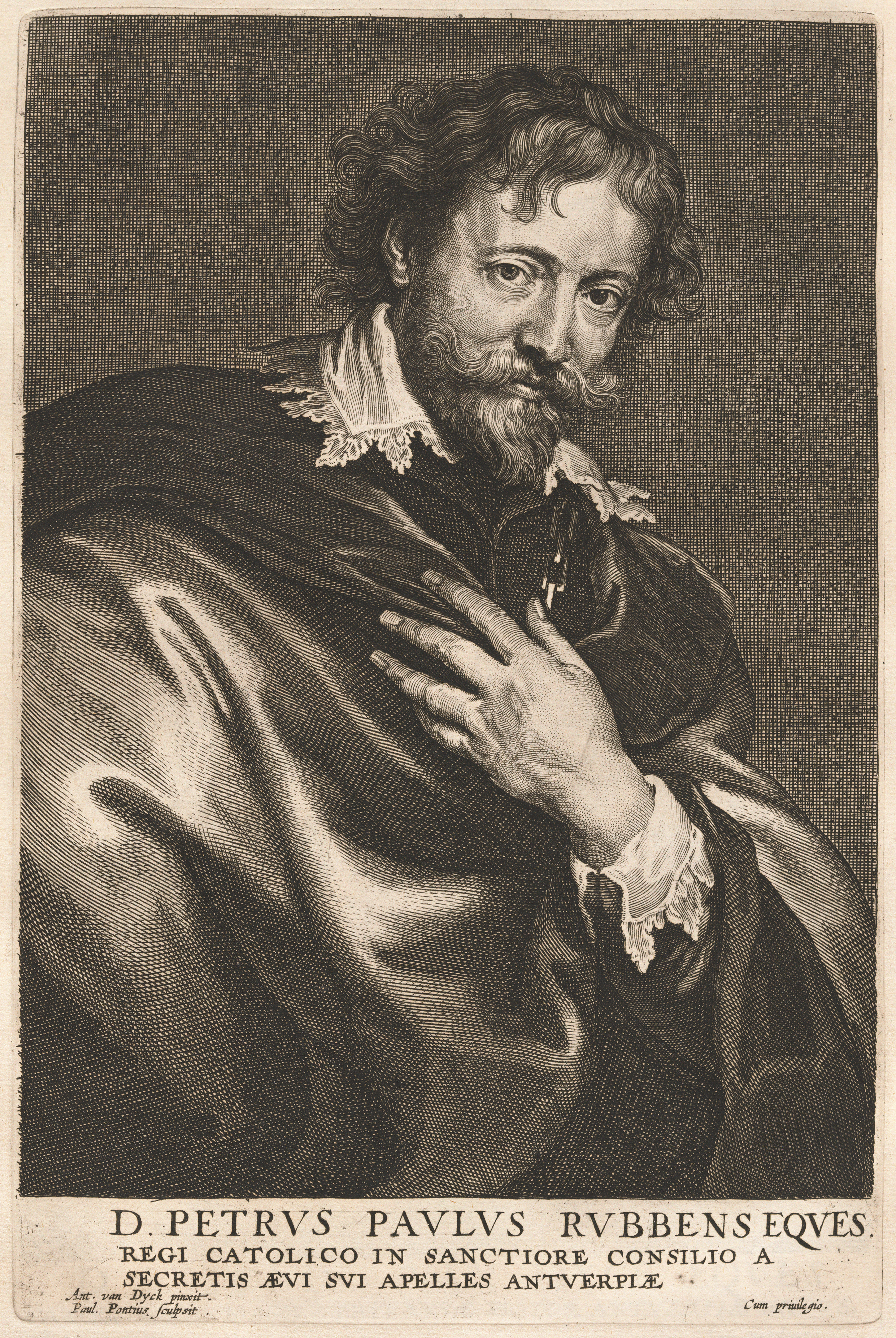
Портрет П. П. Рубенса. По рисунку А. Ван Дейка. Для серии «Иконография» (вариант)
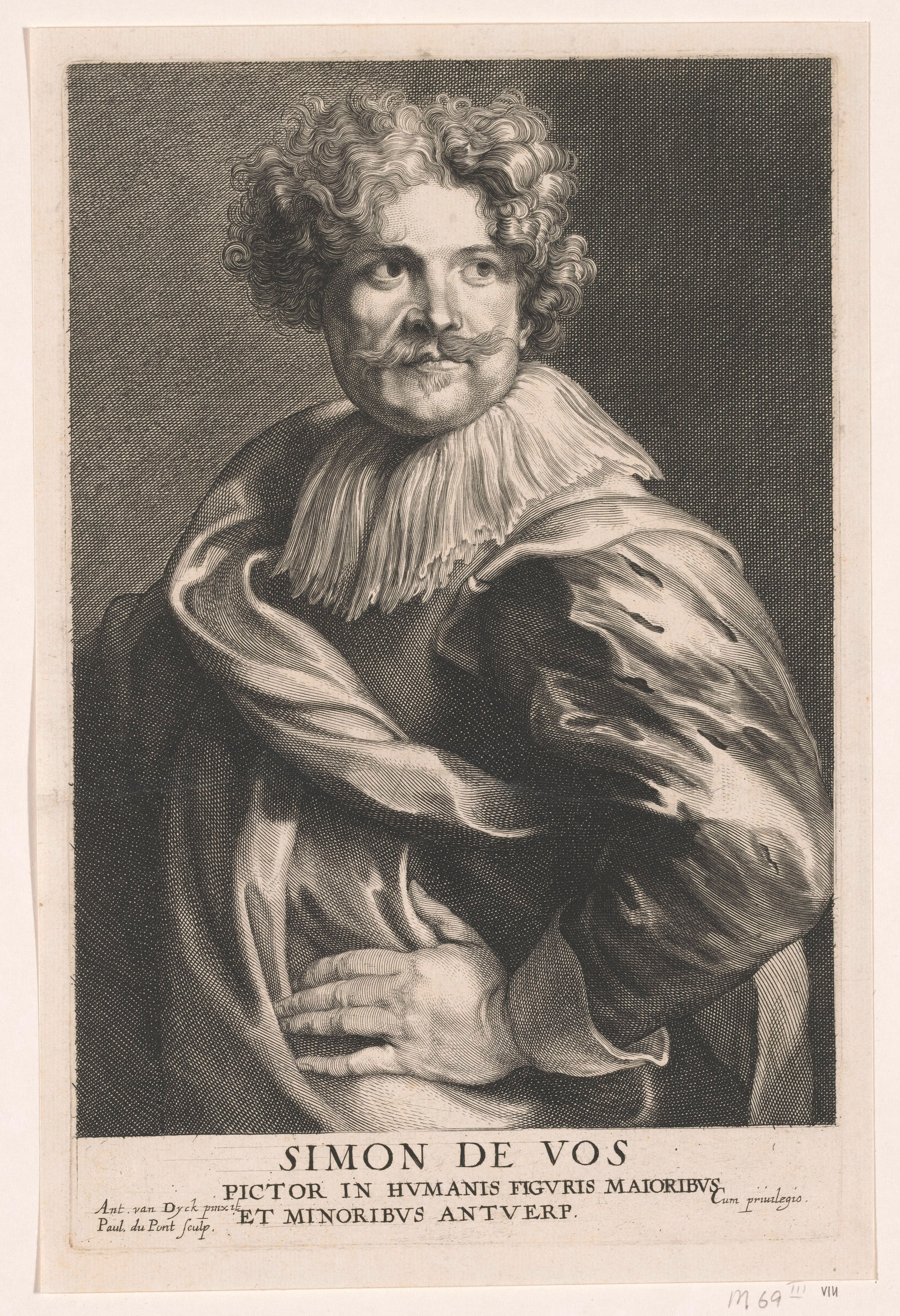
Симон де Вос. По рисунку А. Ван Дейка. Из серии «Иконография»
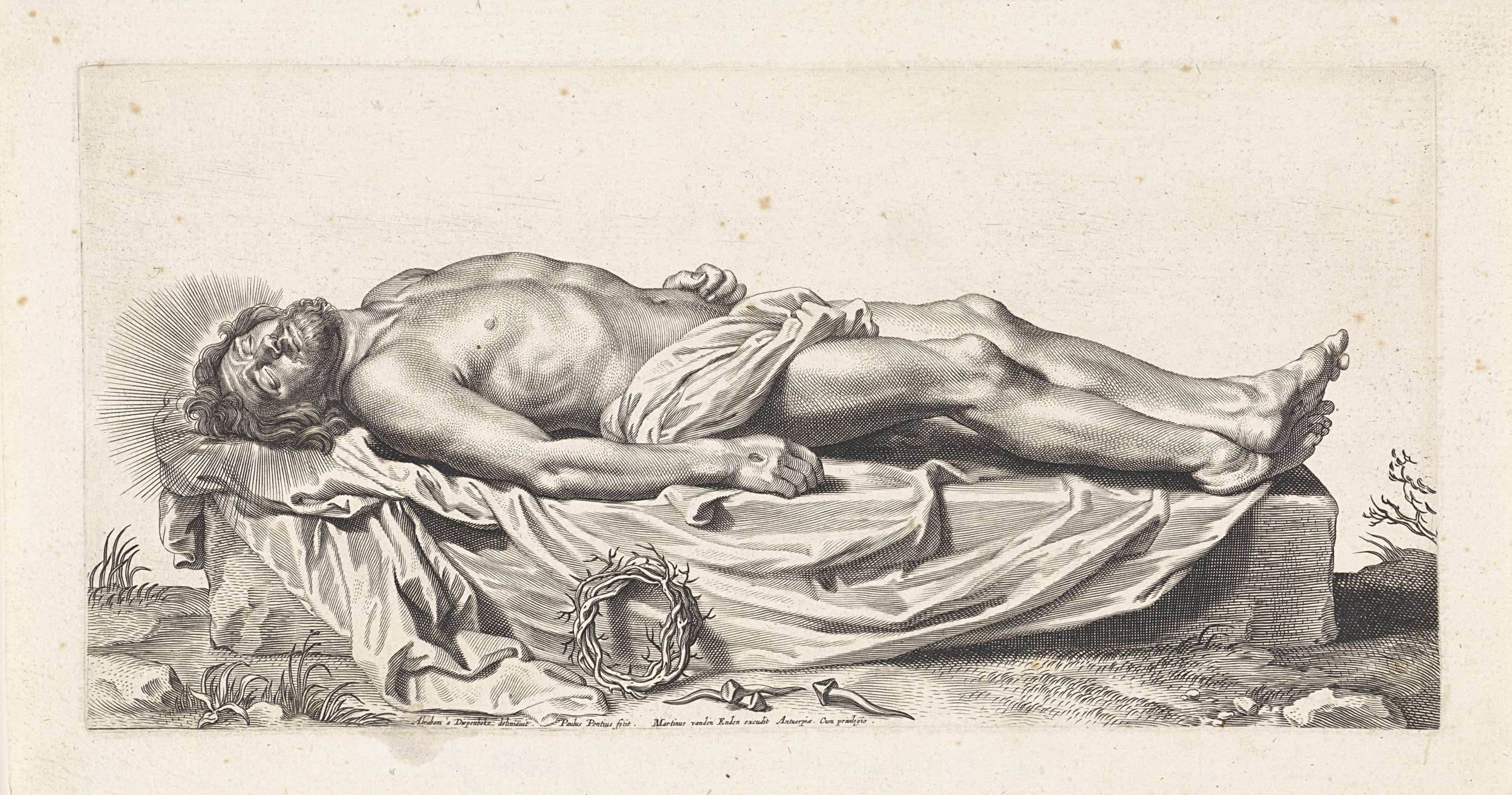
Тело умершего Христа. Между 1616 и 1657. По картине Тициана. Гравюра резцом на меди
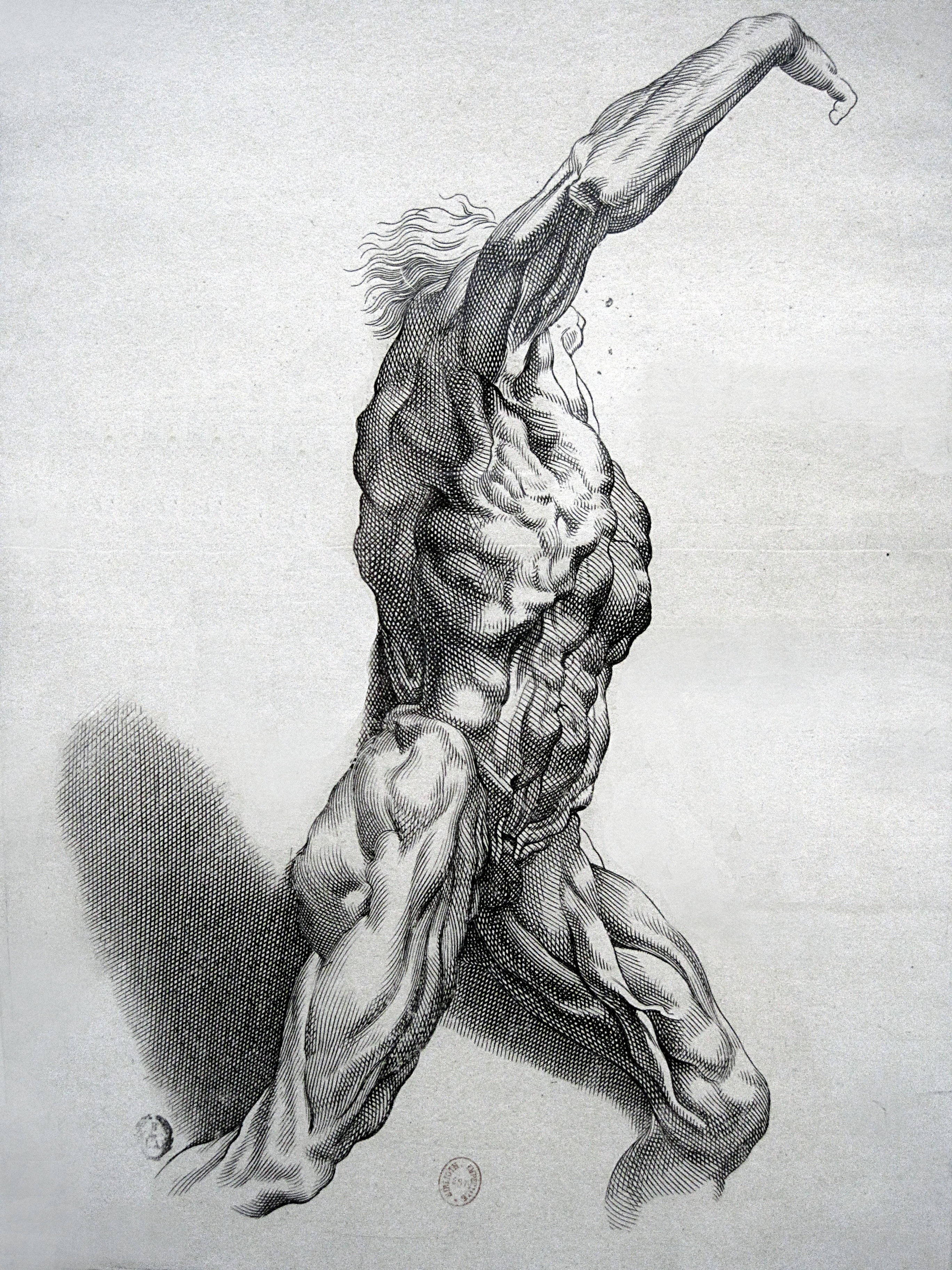
Экорше. По рисунку П. П. Рубенса. После 1640 г. Гравюра резцом на меди